# 업업걸즈 (2)
업업걸즈 (2)(アップアップガールズ（2）)는 YU-M 엔터테인먼트에 소속된 4인조 여성 아이돌 그룹이다. 업업걸즈 (갓코카리)의 여동생 그룹로서, 2017년에 결성.

## 멤버
- 다카하기 치나츠 (高萩千夏, 1997년 7월 4일 - ) - 최연장자, 리더
- 카지시마 아야 (鍛治島彩, 1999년 7월 21일 - ) - 2대 서브리더
- 시마자키 유리아 (島崎友莉亜, 2002년 11월 22일 - )
- 니이쿠라 아미 (新倉愛海, 2003년 6월 1일 - ) - 최연소

### 전 멤버
- 요시카와 마유 (吉川茉優, 1998년 5월 28일 - ) - 초대 서브리더, 2022년 5월 22일 졸업
- 후쿠무라 리코 (橋村理子, 2000년 1월 31일 - ) - 2019년 7월 29일 졸업
- 나카오키 린 (中沖凜, 2001년 3월 14일 - ) - 2018년 12월 31일 졸업
- 모리나가 니이나 (森永新菜, 2001년 6월 16일 - ) - 2023년 4월 30일 졸업
- 나카가와 치히로 (中川千尋, 2004년 9월 3일 - ) - 2023년 4월 30일 졸업
- 사사키 호노카 (佐々木ほのか, 2006년 1월 30일 - ) - 2025년 6월 15일 졸업

## 활동
2016년
- 11월 8일, 일본 무도관에서 단독 공연「업업걸즈(가) 일본 무도관 초결전 vol.1」개최. 공연 중 2기 멤버 오디션의 신 프로젝트 "업업걸즈(2)" 개최와 2015년에 이어 12월 31일에 아이치 다이아몬드 홀에서 송년 카운트다운 라이브「업업걸즈(가) CD/J 16-17 카운트다운 점퍼 2016-2017」개최가 멤버에서 함께 발표되었다[1].

2017년
- 2월 25일, 업업걸즈(2)의 오디션의 합격자가 요시카와 마유, 카지시마 아야, 후쿠무라 리코, 다카하기 치나츠의 4명으로「업업걸즈(가)의 여동생」이 되는 것을 발표되었다[2].
- 3월 18일, 나카오키 린이 추가 멤버로서 발표.
- 8월 15일, 첫 데뷔 CD 싱글「Sun!×3 / 二の足Dancing」이 발매.

2018년
- 4월 21일에 행해진「업업걸즈(2) 1st LIVE #업걸2 서프라이즈」에서 나카가와 치히로와 사사키 호노카의 2명이 가입하는 것이 발표.
- 12월 11일, 나카오키 린이 동년 12월 31일에 그룹을 졸업해, 동시에 연예계 은퇴를 발표[3].

2019년
- 3월 3일, AKIBA 컬처즈 극장에서 행해진「신멤버 오디션 도중 도중 보고회」에서 신멤버 모리나가 니이나, 시마자키 유리아, 니이쿠라 아미의 3명의 가입이 발표, 피로했다.
- 7월 29일, 후쿠무라 리코가 졸업.

2022년
- 5월 22일, 요시카와 미유가 봄 투어 마지막을 기해 졸업.

2023년
- 4월 30일, 나카가와 치히로, 모리나가 니이나가 졸업.

2024년
- 11월 18일, 업업걸즈 신그룹 오디션을 개최하는 것을 발표[4].

2025년
- 6월 15일, 사사키 호노카가 졸업.

## 음악

### 싱글
1. Sun!×3／二の足Dancing (2017년 8월 15일)
  - 양 A면 싱글. 커플링 곡은 없음.
2. どしゃぶりのテラス席／フユトテトテ (2018년 1월 1일)
  - 양 A면 싱글. 커플링 곡은 없음.
3. っていう初恋のお約束／ハッピースLOVE♡ (2018년 5월 1일)
  - 양 A면 싱글. 커플링 곡은 없음.
    - 나카가와 치히로 · 사사키 호노카 첫 참가 싱글
4. 全部青春!／エンジェル演じて20年 (2018년 8월 7일)
  - 양 A면 싱글. 커플링 곡은 없음.
5. かかって来なさい／OVER DRIVE (2018년 12월 25일)
  - 양 A면 싱글. 커플링 곡은 없음.
    - 나카오키 린 마지막 참가 싱글
6. We are Winner!／スターティングオーバー (2019년 4월 2일)
  - 양 A면 싱글. 커플링 곡은 없음.
    - 모리나가 니이나 · 시마자키 유리아 · 니이쿠라 아미 첫 참가 싱글
    - 후쿠무라 리코 마지막 참가 싱글
7. Be lonely together (2019년 8월 13일)
  - 커플링 : ワッチャウッ!! / 2学期サマーっ!!
8. 世界で一番かわいいアイドル／し・て・る・も・ん (2020년 1월 7일)
  - 양 A면 싱글. 커플링 곡은 없음.
9. どのみちハッピー!／雨に唄えば／愛について考えるよ／エンドロール (2020년 10월 4일)
  - 콰트로 사이드 (A면) 싱글. 커플링 곡은 없음.
10. 強がりライライライ／セメテセメテ／ぱーれぇ〜／ガラスの純情 (2021년 2월 16일)
  - 콰트로 사이드 (A면) 싱글. 커플링 곡은 없음.
11. だれだって、アイドル／カスタムにきちゃん／Tell Me／starry wink* (2022년 5월 10일)
  - 콰트로 사이드 (A면) 싱글. 커플링 곡은 없음.
12. U(2)Zone LINE／恋はアップ(2)Summer (2022년 8월 16일)
  - 양 A면 싱글. 커플링 곡은 없음.

#### 참가 싱글
- 업업걸즈(가)「アッパーディスコ／FOREVER YOUNG」(2017년 5월 9일)
  - 통상반 C에「アッパーディスコ (アップアップガールズ（2）ver.)」에 수록.

### 착신 악곡
1. にきちゃんわんだーらんど (2021년 7월 15일)
2. ナツメグ (2021년 8월 23일)
3. ハイライト (2021년 9월 27일)
4. しあわせの半径 (2021년 11월 27일)
5. バラードなんていらない (2022년 3월 7일)
6. カスタムにきちゃん (2022년 3월 13일)
7. 恋藍 (2022년 3월 20일)
8. starry wink* (2022년 3월 28일)
9. リスペクトーキョー (アップアップガールズ（２）ver.) (2022년 4월 4일)
10. Stop Kidding Me／Keep Shining (2022년 4월 11일)
11. 未来の合図 (2022년 4월 18일)
12. KAJISTICK ALBUM (2022년 4월 25일)
13. Tell Me (2022년 5월 2일)
14. だれだって、アイドル (2022년 5월 9일)
15. U(2)Zone LINE	(2022년 6월 13일)
16. Life Is Beautiful (2023년 1월 4일)
  - 모리나가 니이나 · 나카가와 치히로 마지막 참가 싱글
17. はぴかむちゃん 〜Happy CAM Chance〜 (2023년 7월 6일)
18. PuP (2023년 9월 16일)
19. ポップコーン (2023년 10월 11일)
20. 正解ですっ！ [にきちゃんver.] (2023년 11월 23일)
21. 夢見る18歳っ！ (2024년 1월 28일) - 사사키 호노카
22. 君と僕の軌跡 (2024년 2월 2일)
23. 千里の道も一歩から (2024년 2월 21일) - 시마자키 유리아
24. パーク・パートナー！ (2024년 2월 21일) - 니이쿠라 아미
25. ギリギリバーニング！ (2025년 4월 15일)
26. 二の足Dancing 2025ver. (2025년 4월 26일)
27. rainbow☆road (2025년 4월 29일) - 사사키 호노카

### 앨범
1. アオハル1st (2019년 11월 12일)

### EP 앨범
1. にきちゃんわんだーおんぱれーど (2021년 11월 16일)
2. Life Is Beautiful／シーユーだけ。／Dong-Dong-Dong!!!!!!!!／ドレス／好きな人の好きな人 (2023년 2월 22일)
3. 2回目の青春 (2023년 11월 14일)
4. EVER REMEMBER (2024년 11월 19일)

## 출연

### 라이브
- 업업걸(2) AKIBA DE 피로연 (2017년 4월 6일, AKIBA 컬쳐스 극장)
- 후루카와 코나츠 Presents 업업걸즈(2) 하루 뒤의 코나츠 하이센 축하 스페셜 (2017년 6월 6일, AKIBA 컬쳐스 극장)
- TOKYO IDOL FESTIVAL  (2017년 8월 4일 ~ 6일)

### CM
- 미라이스 (2017년 5월, 아키타 다이하츠)

## 같이 보기
- 업업걸즈 (갓코카리)
- 업업걸즈 (프로레스)